# Battante
Pour plus de détails, voir Fiche technique et Distribution.
Battante (Overcomer) est un film chrétien américain réalisé par Alex Kendrick, sorti le 23 août 2019 aux États-Unis.

## Synopsis
John Harrison (Alex Kendrick), est entraineur de basketball dans une école secondaire ,.  En raison de la fermeture d’entreprises dans la ville et du départ de plusieurs familles, il accepte d’être l’entraineur de course à pied d’Hannah Scott (Aryn Wright-Thompson) qui est asthmatique . 
Le cheminement sportif d’Hannah s’accompagnera d’une découverte de soi qui répondra à une question qui la préoccupait depuis longtemps .

## Fiche technique
- Réalisation : Alex Kendrick
- Scénario : Alex Kendrick, Stephen Kendrick
- Durée : 119 minutes
- Date de sortie : 23 août 2019 aux États-Unis

## Distribution
- Alex Kendrick : John Harrison
- Aryn Wright-Thompson: Hannah Scott
- Shari Rigby : Amy Harrison
- Priscilla Shirer : Olivia Brooks
- Cameron Arnett : Thomas Hill
- Jack Sterner : Ethan Harrison
- Ben Davies : Coach Myers

## Réception

### Critiques
Sur Metacritic (5 critiques), le film obtient une moyenne pondérée de 17 sur 100 de la presse .
Sur Rotten Tomatoes (14 avis exprimés), le film obtient une moyenne d’appréciation de 56% de la presse et 98% de l’audience.

### Box-office
Le film a récolté 38 millions de dollars au box-office mondial pour un budget de 5 millions de dollar.

## Récompenses
| Année | Prix                            | Catégorie                 | Intitulé | Résultat   |
| ----- | ------------------------------- | ------------------------- | -------- | ---------- |
| 2020  | Dove Award                      | Film inspirant de l'année | Battante | Nomination |
| 2020  | MovieGuide Faith & Values Award | Film le plus inspirant    | Battante | Lauréat    |